# Rózsaszín szem
A Rózsaszín szem (Pinkeye) a South Park című amerikai animációs sorozat hetedik része (az 1. évad 7. epizódja), az első Halloweennel foglalkozó rész a sorozat történetében. A Comedy Central elsőként 1997. október 29-én sugározta az Egyesült Államokban. A történet szerint Halloweenkor Kenny McCormick egy bizarr balesetben meghal, majd élőhalottként terrorizálni kezdi a mit sem sejtő South Park-i lakosokat...
Az epizódot a South Park megalkotója, Trey Parker, valamint Matt Stone írta és rendezte, a forgatókönyvíró Philip Stark közreműködésével. Ez volt az első rész, melyet Parker és Stone elkészített, miután a Comedy Central tartósan meghosszabbította szerződésüket. Az alkotópáros nem volt elégedett az elkészült epizóddal, különösen a befejezésével, ezért meglepetésként érte őket a rajongók pozitív fogadtatása. A későbbiekben visszatérő szereplővé vált Victoria igazgatónő ebben az epizódban mutatkozott be először.
A Rózsaszín szem összességében kedvező kritikákat kapott és a klasszikus South Park-részek közt tartják számon. Az eredeti bemutató hetében 1,75 millió háztartásban követték figyelemmel, amely abban az időben szokatlanul magasnak számított a Comedy Centralon. A történet során Eric Cartman először Adolf Hitlernek, majd egy Ku-Klux-Klan-tagnak öltözik be; a csatorna vezetőségének kezdeti aggodalma ellenére a provokatív jelmezek miatti bíráló visszajelzések minimálisak voltak.

## Cselekmény
A Mir űrállomás október 30-án rázuhan a buszmegállóban álló Kennyre, aki így az epizód első fél percében életét veszti. A halottasházba viszik, ahol bebalzsamozzák, de a halottkém szószos üvegének tartalma összekeveredik a balzsammal és Kenny zombivá változik. Megszökik az épületből és menekülés közben megharapja a halottkémeket. A következő reggelen Kenny szokás szerint feltűnik a buszmegállóban, az iskolába készülő barátaival együtt, akik mindannyian az iskolai jelmezversenyre öltöztek ki. Stan Marsh Jancsinak öltözött, Kyle Broflovski Csubakkának, Cartman pedig – Kyle legnagyobb felháborodására – Hitlernek. A gyerekek közül senkinek sem tűnik fel Kenny állapota. A megsebesített halottkémek elmennek a körzeti orvoshoz és a vizsgálat után megtudják, hogy testhőmérsékletük irreálisan alacsony, nincs pulzusuk és a szemük is megduzzadt. Az orvos szerint csupán influenzásak, de az eleinte normálisan viselkedő halottkémek hirtelen vérszomjassá válnak és emberekre kezdenek támadni.
A fiúk megérkeznek az iskolába és szembesülnek azzal, hogy Wendyt és Kalap urat is beleértve mindenki Csubakka-jelmezt visel (kivéve Mr. Garrisont, aki Marilyn Monroe-nak öltözött). Stan dühös lesz barátnőjére, Wendyre, mert úgy beszélték meg, hogy Wendy Juliska-jelmezt ölt magára és együtt neveznek a versenyre. Kyle úgy dönt, inkább másik jelmezt talál ki magának és Naprendszernek öltözik be. Victoria igazgatónő és a hírhedt motoros, Evel Knievel (a magyar fordításban Gonosz Toposz - valószínűleg félrefordították, mert Evel nevét Evil-nek értették, a motorost pedig nem ismerték) öltözékét viselő Séf bácsi felháborodik Cartman Hitler-jelmeze miatt. Az igazgatónő megoldásképp megnézet vele egy oktatófilmet a nácikról és lepedőből csinál neki szellem-jelmezt (amely így is leginkább egy Ku Klux Klan-palástra hasonlít). A jelmezversenyen az első díjat Wendy, a másodikat pedig Kenny nyeri el, míg a citromdíjat Stan kapja meg, akit a többiek Mr. Garrison vezetésével még ki is nevetnek az öltözéke miatt.
A zombitámadások folytatódnak South Parkban, de az emberek még mindig azt hiszik, csak influenzajárványról van szó. Séf bácsi rájön a szörnyű igazságra és figyelmezteti az orvost, majd a polgármestert és Barbrady felügyelőt is, de nem hisznek neki és kigúnyolják. Alkonyatkor a gyerekek balázsolásra indulnak, de Stan a jelmezverseny előtt történtek után nem hajlandó Wendy-vel együtt balázsolni és durván elutasítja barátnőjét, aki nemsokára szintén zombivá változik. Cartmanék útközben találkoznak Séf bácsival, aki elmondja nekik, mi folyik a városban. Együtt elmennek a hullaházba, ahonnan az egész ügy kiindult és megtalálják a szószos üveget. Váratlanul a Pip vezette zombik rájuk törnek és megharapják Séf bácsit, aki az élőhalottak élén előadja Michael Jackson Thriller című videóklipjének paródiáját.
Kyle felhívja a szósz vevőszolgálatát, miközben a többiek visszatartják a zombikat. A telefonközpontos elmondja, hogy nem szabad a zombik esztelen mészárlásába kezdeni, hanem csak a legelső zombit kell megölni és a többiek azonnal visszaváltoznak emberré. Kyle egy láncfűrésszel megöli Kennyt, így a probléma megoldódik. Miután mindenki elment a temetőből, az epizód végén Kenny kimászik sírjából, de rádől egy szobor és rázuhan egy repülőgép

## Utalások
Az epizódban először jelenik meg Victoria igazgatónő. Őt a South Park akkori produceréről, Debbie Liebling-ről mintázták. Lieblingel ellentétben Victoria igazgatónő minnesotai akcentussal beszél; a szinkronhangját egyszerű volt kiválasztani, ugyanis Mary Kay Bergman tökéletesen beszélt minnesotai akcentussal.
Cartman Adolf Hitler, náci vezérnek öltözik, és "Sieg Heil"-lel köszön, ami használatos volt a náci Németországban. A Comedy Central vezetői nem tartották jó ötletnek, ezért javasoltak más ötleteket, de Parker és Stone ragaszkodtak a Hitler-jelmezhez. Az epizód sugárzása után sok levelet kaptak, miszerint ez több, mint egy jelmez; Parker szerint ez arra volt jó, hogy az emberek megismerjék Cartman jellemét, és elismerte, hogy amiket Cartman mondott, azok általában rossz dolgok voltak. A Comedy Central vezetői még ennél is jobban aggódtak a Csubakka-jelmez használata miatt, ugyanis ismert, hogy George Lucas pereket szokott indítani azok ellen, akik jogosulatlanul utalnak a Csillagok háborújá-ra vagy használnak fel abból elemeket. A csatorna felvette a kapcsolatot Lucas produkciós cégével, a Lucasfilmmel az epizóddal kapcsolatban, és megkérték a Comedy Centralt, hogy küldjenek nekik egy másolatot felülvizsgálásra.
A hullaházban a zombik támadása alatt a Séf is zombivá változik. A táncolása és a zene ugyanaz (a szöveg át van írva), mint Michael Jackson Thriller című számában és videóklipjében, de mivel " a szöveg különbözik, már nem perelhetnek be" (Parker).
Cartman szellemjelmeze utalás a Ku Klux Klan tagjainak ruhájára.